# Tetragnatha isidis
Tetragnatha isidis är en spindelart som först beskrevs av Simon 1880.  Tetragnatha isidis ingår i släktet sträckkäkspindlar, och familjen käkspindlar. Inga underarter finns listade i Catalogue of Life.